# Ludwig Senfl
Ludwig Senfl (též Senfli nebo Sennfel) (kolem 1486 Basilej – mezi 2. prosincem 1542 a 10. srpnem 1543 Mnichov) byl švýcarsko-německý hudební skladatel.

## Život
Ludwig Senfl se narodil patrně v Basileji okolo roku 1486. V letech 1488–1496 žil v Curychu. Poté byl členem pěveckého sboru dvorní kapely císaře Maximiliana I. v Augsburgu. Kromě krátké návštěvy v roce 1504 se již nikdy do Švýcarska nevrátil.
V roce 1497 následoval dvorní kapelu do Vídně. Léta 1500–1504 věnoval studiu teologie a stal se knězem, což byla tehdy běžná praxe u chlapců, kterým se v dospívání měnil hlas. Byl žákem Heinricha Isaaca a sloužil mu i jako kopista. Je prokázáno, že opsal většinu mší ve sbírce Choralis Constantinus.
V letech 1508–1510 pobýval v Itálii a po návratu se vrátil k dvorní kapele. Když v roce 1517 Heinrich Isaac zemřel, byl Senfl jmenován jeho nástupcem v čele orchestru. V roce 1518 přišel o prst při nehodě na lovu. Po smrti císaře Maximiliana I. v roce 1519 přišel Senfl o zaměstnání. Císařův nástupce Karel V. propustil většinu hudebníků a Senflovi dokonce odmítl vyplatit roční plat, který měl podle smlouvy v případě smrti císaře obdržet. V následujících letech Senfl hodně cestoval, hledal zaměstnání a komponoval.
Je známo, že se zúčastnil sněmu ve Wormsu, kde byl 26. května 1521 přijat edikt, jímž Karel V. uvalil na Luthera říšskou klatbu a šíření jeho učení zakázal. Senfl se nikdy oficiálně protestantem nestal, ale k Lutherovu učení měl sympatie. Dopisoval si s protestantským knížetem Albrechtem Pruským a dokonce i se samotným Martinem Lutherem. Byl proto i vyšetřován inkvizicí a dobrovolně se vzdal kněžského svěcení.
Konečně získal zaměstnání v Mnichově, ve městě nábožensky tolerantním a s vysokým kulturním standardem. Zde setrval až do konce svého života. Soudě podle korespondence s Albrechtem Pruským, zemřel na počátku roku 1543.

## Dílo

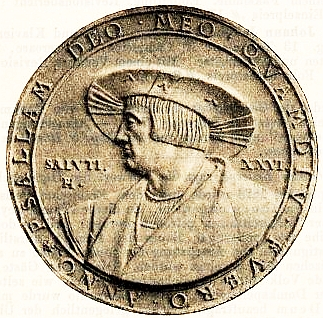
Ludwig Senfl – Medaile Friedricha Hagenauera (1526)

Dílo Ludwiga Senfla zahrnuje všechny hudební žánry té doby: mše, moteta, jednotlivé liturgické skladby, písně, ódy a hymny. Zatím nejúplnější souborné vydání vyšlo v jedenácti svazcích v letech 1937–1974 péčí Schweizerische Musikforschende Gesellschaft ve spolupráci s Staatliches Institut für deutsche Musikforschung a Schweizerischer Tonkünstlerverein:
- Bd. 1: Sieben Messen zu vier bis sechs Stimmen
- Bd. 2: Deutsche Lieder I.
- Bd. 3: Motetten I. (
- Bd. 4: Deutsche Lieder II.
- Bd. 5: Deutsche Lieder III.
- Bd. 6: Deutsche Lieder IV.
- Bd. 7: Instrumental-Carmina aus handschriftlichen und gedruckten Quellen
- Bd. 8: Motetten II.
- Bd. 9: Motetten III.
- Bd. 10: Motetten IV
- Bd. 11: Motetten V.

Nové vydání děl Ludwiga Senfla je připravováno Ústavem hudební vědy Univerzity ve Vídni.